# Química do estado sólido
A química do estado sólido é o estudo dos materiais sólidos, sejam de base molecular, metálica, cristalina ou cerâmica. 
A química do estado sólido estuda tanto a síntese química como a estrutura e as propriedades físicas (elétricas, magnéticas, ópticas, térmicas e mecânicas) dos sólidos. Desta forma, tem uma relacionamento intenso com a física do estado sólido, a mineralogia, a cristalografia, a cerâmica, a metalurgia, a termodinâmica, a ciência dos materiais e a electrônica.

## Historia
A invenção da cristalografia de raios X no início dos anos 1900 por William Lawrence Bragg permitiu um fundamental maior volume de inovação. Por causa de sua relevância direta a produtos comercializáveis, a química inorgânica de estado sólido tem sido fortemente conduzida pela tecnologia assim como pelo avanço de descrições do nível atômico ou pelos estudos acadêmicos. Aplicações descobertas no século XX incluem catálise baseada em zeólito e platina para o processamento de petróleo nos anos 1950, o silício de alta pureza como um componente fundamental dos dispositivos microeletrônicos nos anos 1960, e a supercondutividade de “alta temperatura” nos anos 1980.  

## Métodos sintéticos
Dada a diversidade de compostos de estado sólido, uma variedade de métodos igualmente diversos são usados para sua preparação. Para materiais orgânicos, tais como sais de transferência de carga, os métodos operam próximos da temperatura ambiente e são frequentemente similares às técnicas de síntese orgânica. Reações redox são algumas vezes conduzidas por eletrocristalização, como ilustrado pela preparação dos sais de Bechgaard do tetratiafulvaleno.